# شاه‌میگوی آب‌سنگ
شاه‌میگوی آب‌سنگ (نام علمی: Enoplometopus) نام یک سرده از فروراسته خارچنگیان است.